# Славянский базар
«Славянский базар» (полное название Международный фестиваль искусств «Славянский базар в Витебске», бел. Міжнародны фестываль мастацтваў «Славянскі базар у Віцебску», укр. Міжнародний фестиваль мистецтв «Слов'янський базар у Вітебську») — ежегодный международный фестиваль искусств, который проходит в Витебске с 1992 года. В программе фестиваля представлены разные жанры музыки, театра, кино, изобразительного искусства и народные ремёсла. Один из крупнейших фестивалей в Восточной Европе.
В фестивале принимают участие артисты из стран Восточной Европы, Центральной Азии, Африки, Латинской Америки и других стран мира. В разные годы на фестивале в качестве специальных гостей выступали известные музыканты, среди которых — Томас Андерс, Алла Пугачёва, Лу Бега, Патрисия Каас, Боссон, Нильда Фернандес, Наталия Орейро,Томас Нэвергрин, София Ротару, Александр Рыбак, Лайма Вайкуле, Алессандро Сафина, Чо Суми, Ottawan и другие.
В рамках фестиваля проходит конкурс вокалистов. Среди победителей конкурса — Руслана, Донатас Монтвидас, Дамир Кеджо и другие. Также участница 2004 года Оксана ( Ксанта) из Литвы. Проходит детский музыкальный конкурс. Помимо этого в рамках фестиваля вручается специальная премия «Через искусство — к миру и взаимопониманию»; имена лауреатов премии увековечиваются на «Площади звёзд» в Витебске.

## История

### Фестиваль польской песни и строительство амфитеатра

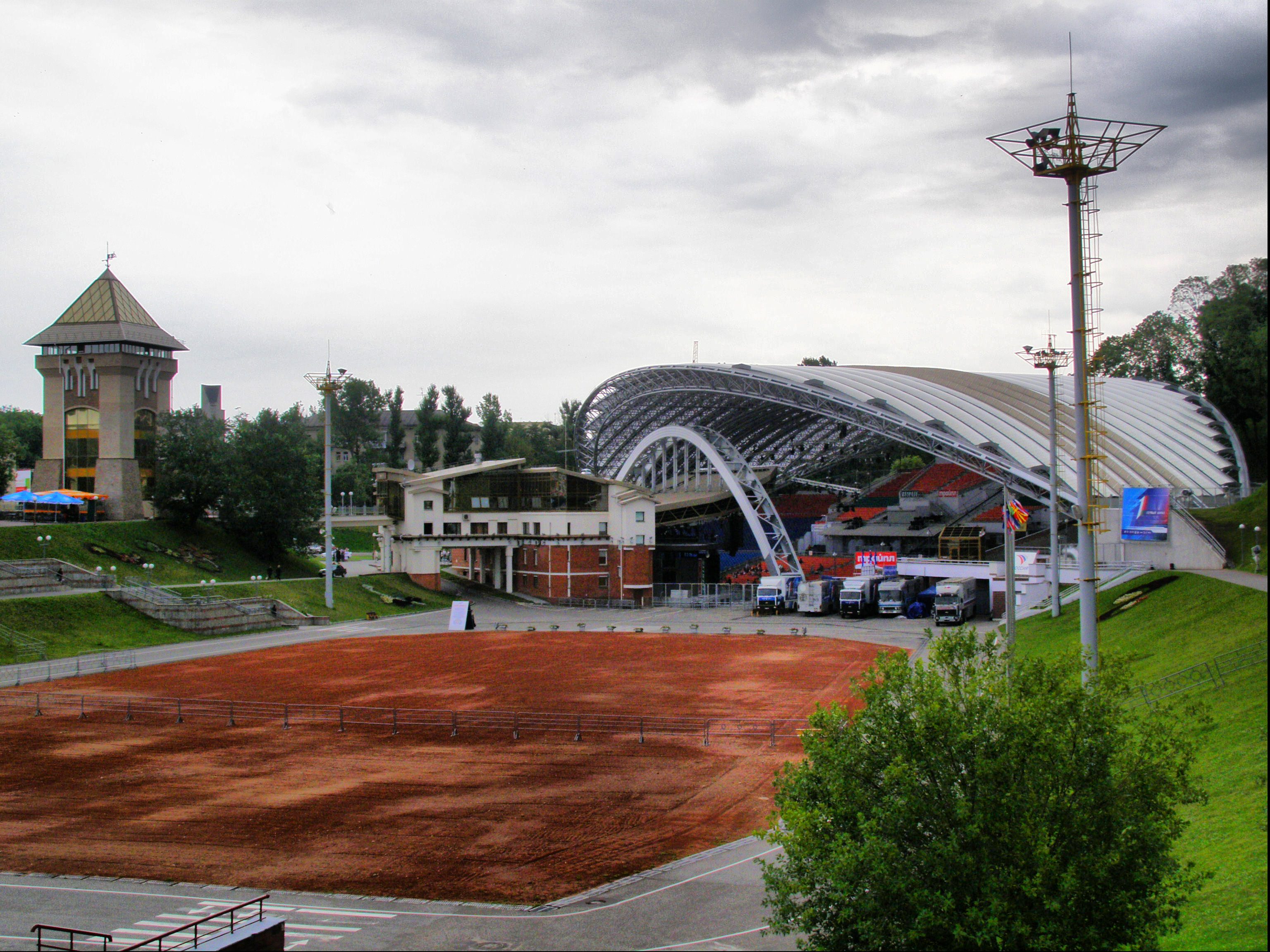
Главная площадка фестиваля — Летний амфитеатр

Предшественником «Славянского базара» был «Фестиваль польской песни в Витебске». Белорусское партийное руководство решило избрать Витебск для этого мероприятия, так как на тот момент он являлся побратимом польского города Зелёна-Гура, где с 1965 года проводился фестиваль советской песни. Благодаря усилиям композитора Игоря Лученка и тогдашнего первого секретаря обкома партии Владимира Григорьева было решено построить в Витебске Летний амфитеатр, так как на тот момент в городе не было площадки для проведения фестиваля крупного масштаба, и министр культуры БССР Юрий Михневич рассматривал возможность провести фестиваль в минском Дворце спорта.
Строительство амфитеатра началось в 1987 году по проекту архитектора Вячеслава Бабашкина. Площадка под строительство выбиралась очень тщательно, решили, что лучшим местом будет естественное углубление в ручьевом овраге, склоны которого будут защищать площадку от городского шума. Строили быстрыми темпами — через полгода концертный зал, вмещавший 5400 зрителей, был готов. Летом 1988 года здесь прошёл первый концерт. Помимо сценических помещений в амфитеатре имелись теннисные корты, залы для популярных на то время занятий ритмической гимнастикой (аэробикой) и танцами, кафе-бар, ресторан, магазин.
Первый «Фестиваль польской песни в Витебске» прошёл с 17 по 22 июля 1988 года на самом высоком уровне. В Витебск приехало много польских гостей, а свои поздравления участникам направили тогдашние руководители Польши и СССР Войцех Ярузельский и Михаил Горбачёв. Второй фестиваль польской песни состоялся в Витебске в 1990 году. В этом же году прекратил своё существование Фестиваль советской песни в Зелёной Гуре. Проведение третьего фестиваля польской песни в Витебске, куда было предложено пригласить и участников из других социалистических стран, было запланировано на 1992 год, однако вместо этого в том же году, взамен него на той же площадке был проведён первый фестиваль «Славянский базар», ставший продолжателем традиций фестиваля польской песни.

### Создание и первые годы проведения фестиваля
Организация первого фестиваля связана с именем директора «фестиваля польской песни в Витебске» и генерального директора Центра культуры «Витебск» Родиона Басса. Именно Басc предложил создание «Славянского базара» вместо упраздненного фестиваля польской песни. По слова Родиона Басса: «Когда в Польше приказал долго жить фестиваль советской песни, встал вопрос, что же проводить у нас, на прекрасной площадке. Мы поехали в Москву к друзьям-компаньонам: мол, давайте проведём фестиваль „Новая Европа“. Было много идей и разговоров, всё это происходило в гостинице „Россия“, которой уже нет, и самым близким рестораном к ней был „Славянский базар“… Не поверите, но привлёк именно „базар“ — место, где продают и покупают. Претензий к фестивалю и со стороны прессы, и со стороны высоких чинов было много, потому что это была частная инициатива. Цеплялись даже к слову „базар“ — мол, слово тюркское, а не славянское, а про „пир во время чумы“ и говорить нечего, тогда ведь были талоны на продукты и праздник у многих вызывал раздражение».
Концепция мероприятия была расширена: фестиваль должен был собирать представителей из славянских стран и тех стран, где славянская культура так или иначе присутствовала. Инициаторами проведения и учредителями в период развала СССР, и как следствие, потери связей, сложившихся в советское время, стали частные и некоммерческие организации трех государств — Союз «Зніч» (председатель Наталья Машерова, дочь бывшего руководителя ЦК КПБ Петра Машерова), Витебский городской центр культуры (директор Родион Басс) из Беларуси, ИЧП «Ирида» (директор — Сергей Винников) из России и ИЧП «Рок-Академия» (директор — Николай Краснитский) от Украины. Согласно Положению, разработанному учредителями фестиваля, основой его программы стал «Международный конкурс молодых исполнителей популярной песни». Главным условием конкурса являлось исполнение песен славянских композиторов в сопровождении эстрадного оркестра без использования голосовых фонограмм. Генеральным продюсером и главным режиссёром фестиваля стал Сергей Винников. Директором фестиваля — Родион Басс.
Фестиваль задумывался как общее культурное мероприятие трёх стран: Беларуси, России, Украины. Отличительной чертой фестиваля является международный конкурс исполнителей эстрадной песни и международный детский музыкальный конкурс (с 2003 года). Помимо конкурсов, на фестивале широко представлены не только музыкальные жанры, но и разнообразные виды искусств — изобразительное, театральное, кино, народные ремесла. Фестивальные дни включают творческие встречи с различными деятелями мировой культуры, презентации театральных постановок и кинолент, художественные выставки, а также ярмарки с участием мастеров-ремесленников.
Первый «Славянский базар» торжественно открылся в Витебском Летнем амфитеатре 18 июля 1992 года. В нём приняли участие артисты из Беларуси, России, Украины, США, Канады, Австралии, Польши и Грузии — более 1000 участников и гостей. Самые большие делегации на фестиваль прислали Беларусь, Россия и Украина. В их составе было по 300 человек. На главной фестивальной площадке — амфитеатре прошли 9 концертов. Состоялась презентация трёх выставок. Прошло 5 пресс-конференций.
В 1993 году «Славянский базар» вступил в FIDOF. На флагштоке фестиваля впервые появились флаги Словакии, Киргизии, Литвы, Турции, Болгарии, Югославии. В 1994 часть фестиваля впервые прошла в здании драматического театра им. Якуба Коласа, где открылся Центр национальных культур. Там состоялись концерты национальных делегаций, а также мероприятия, посвященные Дням культуры Беларуси, России, Украины, Польши и Болгарии. Впервые раскинул свои шатры «Город мастеров» — своеобразная ярмарка народных искусств и ремесел.
С 1995 года «Славянский базар» стал называться «Международным фестивалем искусств». Впервые в рамках фестиваля демонстрировались славянские фильмы. Также впервые на фестиваль приехали представители Кипра, Нидерландов, Греции, Узбекистана и Швейцарии. В этом же году фестиваль начал испытывать огромную нехватку средств, несмотря на большое внимание к мероприятию со стороны телеканалов стран-организаторов и количество участников. 1995 год стал решающим для судьбы фестиваля, так как отметил его переход под опеку государства. Во время открытия Президент Беларуси Александр Лукашенко, который впервые посетил фестиваль, заявил, что он и правительство Беларуси отныне берут «Славянский базар» под свой патронаж. Несмотря на это, до 1998 года поддержка со стороны государства почти не ощущалась.

### Укрупнение фестиваля: 1998—2005
В 1998 году фестиваль в Витебске стал межгосударственным культурологическим проектом Союза России и Беларуси. Отныне фестиваль сменил название на «Славянский базар в Витебске». Благодаря хорошей финансовой поддержке из союзного бюджета, фестиваль превратился в крупное мероприятие международного размера. В 2000 году фестиваль поставил своеобразный рекорд, когда собрал представителей всех крупных славянских народов. Это достижение было признано 24 января 2001 года в Каннах на 35-й Ассамблее FIDOF, в рамках Международной музыкальной ярмарки MIDEM, где присутствовала делегация дирекции Международного фестиваля искусств «Славянский базар в Витебске», директору фестиваля Родиону Басу был вручен диплом Международной федерации организаторов фестивалей «фестиваль 2000 года». Повторно это почётное звание фестиваль получил в 2004 году.
В 2001 году в фестивале участвовали артисты из 38 стран мира. Председателем жюри фестиваля была Алла Пугачева. В этом году на церемонии открытия фестиваля присутствовали президенты Беларуси, России и Украины — Александр Лукашенко, Владимир Путин и Леонид Кучма.
В 2003 году на XII фестивале впервые был проведён День Союзного государства. В рамках фестиваля впервые прошёл Праздник славянской поэзии, организованный по инициативе группы белорусских авторов, и первый детский музыкальный конкурс. Тогда же на фестивале зародилась и ещё одна традиция: вывести некоторые мероприятия за пределы Витебска. Концерты гостей и участников «базара» прошли во всех областных центрах, в том числе и в столице Беларуси — Минске.
В 2005 году Витебск принимал 39-ю Ассамблею FIDOF, которая впервые прошла не в Каннах. Фестиваль превратился в крупную площадку для межкультурного обмена. Тем не менее с конца 2000-х на фестивале начала доминировать в основном российская культура. Ради повышения рентабельности и привлекательности фестиваля для зрителей и российских телеканалов, дирекция фестиваля сделала упор на приглашение известных советских и российских артистов и деятелей культуры.

### Уклон в сторону поп-музыки и политизация: 2006—2012 годы
С середины 2000-х годов Славянский Базар становится основным культурным мероприятием для Беларуси, на которое расходуются средства из государственного бюджета и бюджета Союзного государства. Из-за огромного наплыва представителей массовой поп-культуры фестиваль начинает терять концепцию, на которой строилась основная идея — «через искусство — к миру и взаимопониманию». Несмотря на наличие большого количества культурных мероприятий художественного направления, основное внимание прессы, телезрителей и посетителей фестиваля сконцентрировалось на сольных концертах известных российских исполнителей. В то же время фестиваль начал терять привлекательность для российских телеканалов, что объяснялось его консервативностью и несоответствием современному телевизионному формату.
Укрупнение касалось не только формата мероприятия, но и количества фестивальных дней. Если в начале своего существования программа фестиваля вмещалась в 4 дня, то в 2012 году фестиваль длился 7 дней. Главным интересом стал конкурс молодых исполнителей эстрадной песни «Витебск», который проходит во время фестиваля. Вырос профессиональный уровень участников в уравнении с первыми годами существования конкурса, но за это время конкурс несколько раз становился предметом споров и скандалов в прессе из-за возможного договорного голосования членов жюри, как то было в 2006, 2009 и 2012 годах. Конкурс стал стартовой площадкой для тех артистов из Восточной и Южной Европы, кто потом пробовал свои силы в национальных отборах на конкурс Евровидение, а некоторые участники и победители витебского фестиваля даже одерживали победу в общеевропейском конкурсе, как например Мария Наумова из Латвии. Одной из традиций базара с 2006 года стало приглашение победителей и участников Евровидения для участия в фестивальных мероприятиях, а также проведение так называемых евро-вечеринок. Тем самым фестивальное руководство делало все более большой уклон в сторону массовой поп-культуры, отходя от народной и классической.

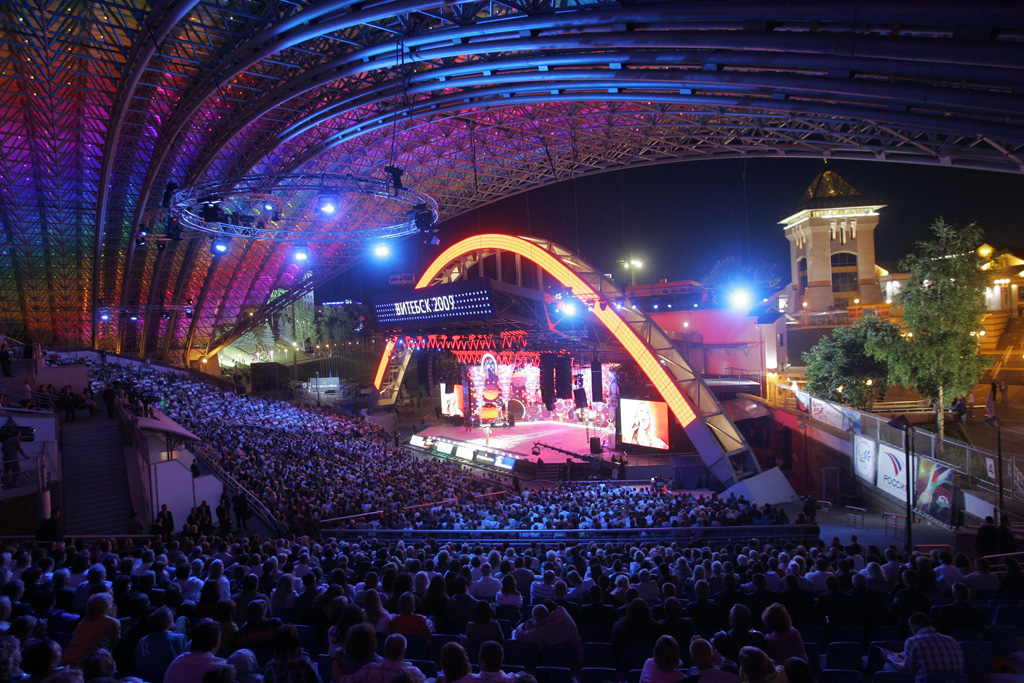
После проведённой реконструкции сцены в 2007 году

Возросла и политизация фестиваля. Каждый год фестиваль торжественно открывается лично Александром Лукашенко, что сопровождается усилением мер безопасности в Витебске и «очищением» города от активистов оппозиционного движения в дни проведения фестиваля. Во время открытия фестиваля в 2010 году Лукашенко отметил, что «Славянский базар в Витебске» стал частью не только культуры, но и большой политики. Политическая ангажированность фестиваля ещё более отчетливо проявилась в 2011 году, когда Государственное агентство БелТА возмутилось фактом отсутствия поздравления «Славянского базара» с 20-летием со стороны президента России Дмитрия Медведева, который был затем раскритикован белорусским телевидением. Политика не обошла также и участников «Славянского базара». Так шведская певица и победительница Евровидения-2012 Лорин во время своего пребывания в Витебске в 2012 году встретилась с женой арестованного правозащитника Алеся Беляцкого и подписалась под петицией в отмену смертной казни в Беларуси.

### С 2013 года
1 марта 2013 года покинул свой пост бессменный многолетний директор фестиваля и директор Центра культуры «Витебск» Родион Басс. После того, как Басс написал заявление об увольнении по собственному желанию, обе должности занял Александр Сидоренко, ранее бывшим первым заместителем генерального директора Центра культуры «Витебск», работавшем в управлении культуры облисполкома и в горисполкоме. Одной из вероятных причин отставки Басса считалась критика формата и уровня проведения «Славянского базара» со стороны высшего руководства, особенно факт доминирования российской эстрады.
Следующим шагом организаторов и нового руководства стало изменение формата проведения фестиваля. Несмотря на то, что 22 февраля вице-премьер Анатолий Тозик провёл заседание организационного комитета по подготовке и проведению фестиваля, на котором планировался обычный формат фестиваля, уже 22 мая 2013 года на пресс-конференции было заявлено, что для проведения мероприятия отведено только 5 дней. Сокращение претерпели Дни культуры стран — основательниц «Славянского базара»: Беларуси, России и Украины. Вместо них было предложено провести только один — Союзного государства. Фестиваль 2013 ознаменовался также скандалом, связанным с принуждением исполнителей петь под фонограмму во время церемонии открытия, что вызвало недовольство со стороны российских поп-исполнителей.
8 сентября 2015 года Александр Лукашенко учредил для участников музыкального конкурса новую премию «Славянская надежда» — специальный приз от главы государства, вручающийся за лучшее воплощение в произведениях вокального искусства славянской темы.
В ноябре 2018 года Генеральным директором ГУ Центр культуры «Витебск» и руководителем фестиваля искусств «Славянский базар в Витебске» назначен Глеб Лапицкий.
В мае 2019 году Глеб Лапицкий объявил, что обладатели билета на «Славянский базар» могут въехать в страну без визы через любой пункт пропуска с 1 по 20 июля.
В 2021 году фестиваль отметил свое 30-летие. С этого же года артисты из Украины перестали участвовать в фестивале.

## Символика фестиваля

Стиль фестиваля в 2009 году. Разработан Татьяной Тихоновой

Международный фестиваль искусств «Славянский базар в Витебске» имеет свой фестивальный знак (логотип), фестивальный девиз, фестивальный флаг, фестивальные призы и дипломы.
Эмблема фестиваля изначально была предложена режиссёром Игорем Бояринцевым, а затем был изображено московским художником Александром Гриммом. На ней изображен василёк, расположенный на нотном стане и напоминающий микрофон. На линейках стана, символизирующих музыкальные направления в искусстве, расположена надпись «Славянскі Базар у Віцебску» на белорусском языке. Вокруг логотипа написаны слова «Международный фестиваль искусств» повторяемые на белорусском и английском языке. Фестивальный флаг представляет собой полотно белого цвета с многоцветным фестивальным знаком в центре. В 2016 году изменился дизайн логотипа, афиш и всей сувенирной продукции. Неизменным остался только главный символ фестиваля — василёк.
Девиз фестиваля — «Через искусство — к миру и взаимопониманию» (aвтор — Ольга Сальникова, 1998 год).
Художниками-сценографами фестиваля в разное время были Александр Гримм, Борис Краснов, Зиновий Марголин и другие.

## Площадки фестиваля
- Летний амфитеатр
- Концертный зал «Витебск»
- Белорусский театр «Лялька»
- Витебский дворец спорта
- Витебская областная филармония
- Национальный академический драматический театр им. Якуба Коласа
- Парк культуры и отдыха им. Фрунзе
- Центр культуры «Витебск»
- Витебский областной исполнительный комитет
- Витебский областной краеведческий музей
- Дом кино
- Выставочный зал «Духовской круглик»
- Художественный музей
- Площадь Победы
- Площадь лауреатов
- Площадь Свободы

## Организация фестиваля

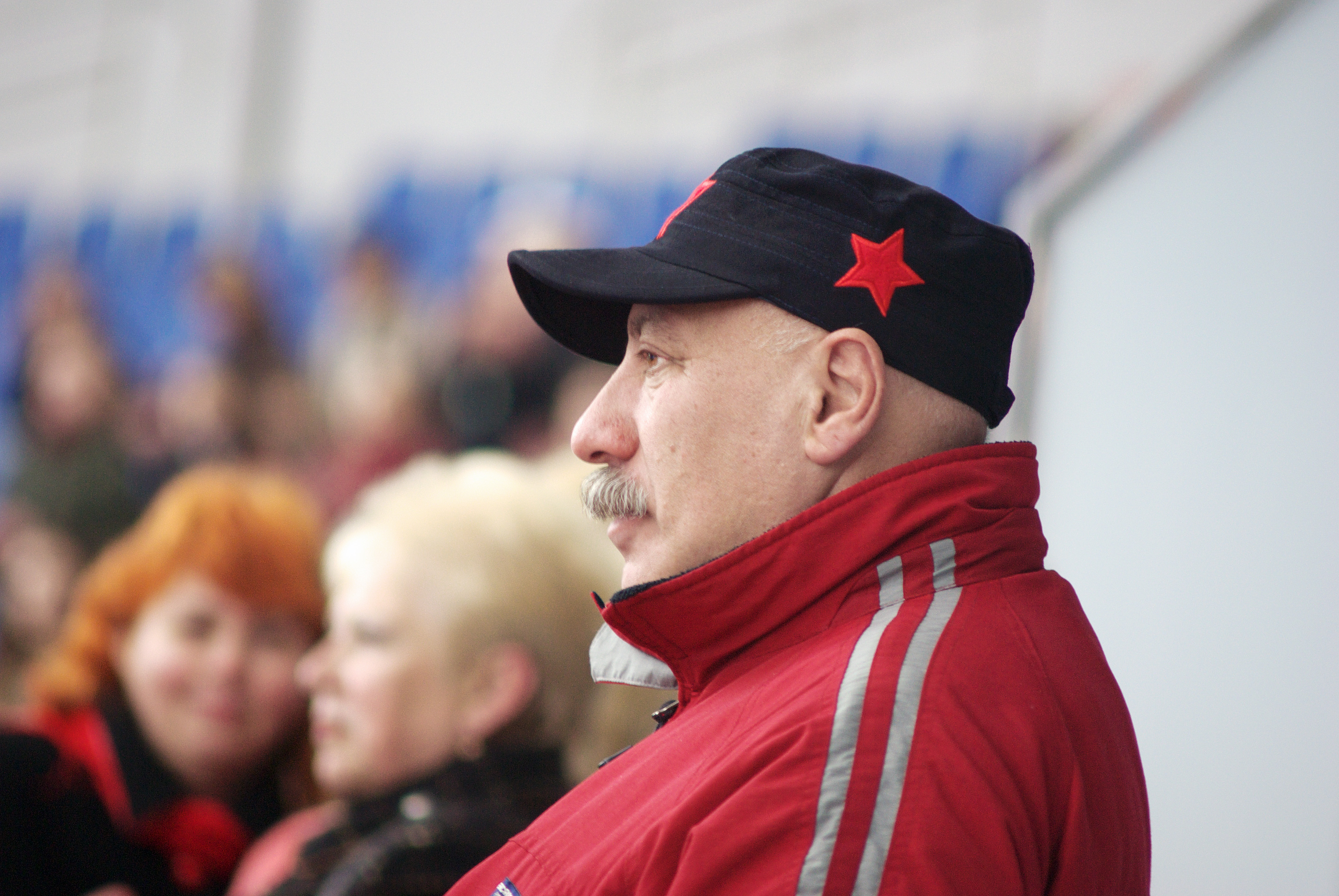
Родион Басс

Организацией фестиваля занимается его Организационный комитет. В него входят политики, деятели культуры и искусств трёх государств — России, Беларуси и Украины.
- Генеральный продюсер фестиваля:
  - c 1992 по 2013 год — Басс, Родион Михайлович — Заслуженный деятель культуры Беларуси, почётный гражданин города Витебска.
  - c 2013 по 2018 год — Александр Сидоренко[37][38].
  - c 2018 по наст. время — Глеб Лапицкий[39].
- Первый заместитель генерального директора фестиваля, креативный директор фестиваля:
  - Ольга Сальникова c 1992 по 2013 год[40].
  - Юлия Вайлунова-Шинкевич — с 2013 по наст. время[41].
- Руководитель российской делегации — Николай Кривенко.[источник не указан 1382 дня]
- Руководитель Международных конкурсов фестиваля, руководитель отдела международного сотрудничества — Светлана Авдеева[42].
- Руководитель Международного пресс-центра фестиваля — Михаил Шульман (1949—2005), c 2005 — Аркадий Шульман.[источник не указан 1382 дня]
- Дизайнеры фестиваля — Александр Гримм, Елена Китаева, Александр Вышка, Александр Павловский, Татьяна Тихонова, Екатерина Маркевич, Дарья Волкова, Ольга Холодова.[источник не указан 1382 дня]

## Ведущие фестиваля

### Ведущие церемонии открытия фестиваля
- Владимир Березин, Марина Девятова, Елена Спиридович, Денис Дудинский, Оксана Гриндюк, Владимир Еременко (2011)
- Елена Спиридович, Иван Вабищевич, Владимир Березин, Тимур Родригес, Оксана Антонюк, Тимур Мирошниченко (2012)
- Елена Спиридович, Георгий Колдун, Марина Девятова, Владимир Березин, Оксана Антонюк, Тимур Мирошниченко (2013)
- Елена Спиридович, Ольга Рыжикова, Владимир Березин, Дмитрий Губерниев, Оксана Антонюк, Тимур Мирошниченко (2014)
- Елена Спиридович, Владимир Березин , Оксана Антонюк, Ольга Рыжикова, Ирина Медведева, Дмитрий Губерниев, Тимур Мирошниченко, Денис Дудинский, Катерина Раецкая (2016)
- Денис Дудинский, Катерина Раецкая (2017)
- Денис Дудинский, Катерина Раецкая (2018)
- Елена Спиридович, Владимир Березин, Оксана Антонюк, Дмитрий Губерниев, Тимур Мирошниченко, Юлия Шпилевская, Денис Дудинский, Катерина Раецкая (2019)
- Елена Спиридович, Дмитрий Губерниев, Оксана Антонюк (2020)
- Елена Спиридович, Дмитрий Губерниев, Ирина Ефремова, Артем Шалимов, Диана Панченко, Ольга Венская (2021)
- Аглая Шиловская, Дмитрий Дюжев, Нина Можейко, Даниил Жданько (2022)
- Елена Спиридович, Александр Маршал, Ангелина Вовк, Александр Серебренников, Анна Квилория, Дмитрий Харатьян, команда КВН «Доктор Хаус», Павел Лазовик, Илона Броневицкая (2023)
- Полина Шуба, Александр Серебренников, Лера Кудрявцева, Владимир Березин (2024)

## Программа фестиваля
- Церемония открытия фестиваля
- Международный конкурс исполнителей эстрадной песни «Славянский базар»
- Международный детский музыкальный конкурс «Витебск»
- День Союзного государства «Союзное государство приглашает …» (проводится с 2003 года)
- Сольные концерты артистов эстрады
- Церемония закрытия фестиваля
- Выставки
- Кинопрограмма фестиваля
- Театральные встречи
- Программа «Фестиваль без границ»
- «Джаз-клуб»
- «Мода и музыка нового поколения»
- «Музыкальные собрания»

### Гала-концерты мастеров искусствРоссии,БеларусииУкраины
- Гала-концерт мастеров искусств Украины «Украинский сувенир» (2011)
- Гала-концерт мастеров искусств Украины «Созвездие Украины» (2012)
- Гала-концерт звезд белорусской и российской эстрады «ВІЦЕБСК ЗБІРАЕ СЯБРОЎ» (2016)
- Гала-концерт мастеров искусств Украины «ВІТАЕ УКРАЇНА» (2017)
- Гала-концерт мастеров искусств Казахстана «ИСКУССТВО ВЕЛИКОЙ СТЕПИ» (2018)
- Звезды итальянской эстрады «VIVA, ITALIA!» (2019)
- Гала-концерт мастеров искусств Беларуcи «БЕЛАРУСЬ ВІТАЕ СЯБРОЎ» (2020)
- Гала-концерт мастеров искусств Украины «З УКРАЇНОЮ В СЕРЦІ» (2020)
- Гала-концерт мастеров искусств Беларуcи «КРОК BY КРОК» (2021)
- Гала-концерт мастеров искусств Беларуcи «Натхненне жыцця» (2022)

## Премии и призы музыкального конкурса

### Международный конкурс исполнителей эстрадной песни
По результатам конкурсных выступлений в финале конкурса присуждаются призы и премии:
«Гран-при» — 20.000 долларов США, специальный приз «ЛИРА» и диплом обладателя «Гран-при» Международного конкурса исполнителей эстрадной песни «Витебск».
«1-я премия» — 15.000 долларов США, специальный приз «ЛИРА» и диплом Лауреата Международного конкурса исполнителей эстрадной песни «Витебск» (обладателя «1-й Премии»).
«2-я премия» — 10.000 долларов США, специальный приз «ЛИРА» и диплом Лауреата Международного конкурса исполнителей эстрадной песни «Витебск» (обладателя «2-й Премии»).
«3-я премия» — 5.000 долларов США, специальный приз «ЛИРА» и диплом Лауреата Международного конкурса исполнителей эстрадной песни «Витебск» (обладателя «3-й Премии»).

### Международный детский конкурс
По результатам конкурсных выступлений присуждаются призы и премии:
«Гран-при» — 5000 долларов США, специальный приз и диплом обладателя «Гран-при» Международного детского музыкального конкурса «Витебск».
«1-я премия» — 3000 долларов США, специальный приз и диплом Лауреата Международного детского музыкального конкурса «Витебск» (обладателя «1-й Премии»).
«2-я премия» — 2000 долларов США, специальный приз и диплом Лауреата Международного детского музыкального конкурса «Витебск» (обладателя «2-й Премии»).
«3-я премия» — 1000 долларов США, специальный приз и диплом Лауреата Международного детского музыкального конкурса «Витебск» (обладателя «3-й Премии»).

## Фестивали и их участники
В 1995 году на фестивале впервые выступили «Иванушки».
В 2002 году «Славянский базар» проходил 21—23 июля. Азербайджан должен был представлять победительница конкурса «Бакы Пайызы — 2000» Алия Оруджева с 2 песнями: одну сочинила она сама на слова Джамиля Ахундова «Дервиш», вторая — Николая Носкова «Это здорово». Прежде от Азербайджана в фестивале участвовали Фаиг Агаев и Манана (последняя в 1999 году была удостоена «Гран-при»).
В 2003 году песенный конкурс проходил 12—17 июля.
В 2004 году он проходил 15—21 июля.
В 2005 году «Славянский базар» также проходил 15—21 июля.
В следующем году «Славянский базар — 2006» и 15-й Международный конкурс молодых исполнителей эстрадной песни «Витебск» традиционно проводились в белорусском городе Витебске. Одновременно с юбилеем конкурса праздновалось также пятнадцатилетие самостоятельности государств Беларуси, России и Украины. Победитель конкурса молодых исполнителей — Оксана Богословская из России. Победитель детского музыкального конкурса — Катажина Медник из Польши.
Помимо конкурса и концертов, с 6 по 14 июля в Витебске состоялся показ кинофильмов российских и украинских режиссёров, театральные постановки известных коллективов, выставки Зураба Церетели, Никаса Сафронова, Екатерины Рождественской, впервые в Витебске было представлено цирковое искусство КНР.
| - Алла Пугачёва - Валерий Меладзе - Цирковая труппа «Си Юй» (Китай) - Филипп Киркоров - Сергей Стадлер | - Николай Басков и Таисия Повалий - Юбилейный концерт Ядвиги Поплавской и Александра Тихановича - Гала-концерт, посвященный 20-летию Национального концертного оркестра Беларуси, художественный руководитель Михаил Финберг - Новые русские бабки - Бархатный сезон | - Квартет Игоря Бутмана - Константин Москович - Кристина Орбакайте - Владислав Куцепаленко |

В 2007 году проходил 6-13 июля.
| - Валерий Леонтьев - Дмитрий Людков - Олег Митяев | - Бенефис Эдиты Пьехи - Пётр Елфимов | - Хор Турецкого - Борис Моисеев |

В 2008 году проходил 11-18 июля.
| - Юбилейный вечер композитора Игоря Лученка - Максим Галкин | - Руслана | - Борис Моисеев |

В 2009 году проходил 10-16 июля.
| - Валерий Леонтьев - Михаил Козаков - София Ротару - Евгений Евтушенко - Национальный заслуженный академический ансамбль танца Украины имени Павла Вирского | - Филипп Киркоров - Трио Сергея Жилина - Валерий Меладзе - Любэ - Шоу Бориса Моисеева «Десерт» | - Сергей Тарасов - Надежда Кадышева и ансамбль «Золотое кольцо» - Хор Турецкого |

В 2010 году проходил 9-16 июля.
| - Джаз-кабаре Олега Скрипки - Серебряная Свадьба - Юрий Антонов - Николай Басков - Елена Ваенга - Лариса Долина - Жасмин - Стас Михайлов - Оксана Фёдорова - Дмитрий Хворостовский - «Блестящие» - Балет Аллы Духовой «Тодес» - БГА «Песняры» под управлением Владимира Мулявина - БГА «Песняры» - «J:Морс» - Артисты Белорусского государственного цирка - Солисты Президентского оркестра Республики Беларусь под управлением Виктора Бабарикина - Таисия Повалий - Лу Бега - Томас Андерс - Чэни - Невегрин - Паула Селинг - Ови Мартин - Желько Йоксимович - MaNga - Хелена Вондрачкова - Таисия Повалий - Ким Брейтбург - Вероника Агапова - Алексей Гоман - Диана Гурцкая - Владимир Девятов - Марина Девятова - Николай Устюжанин - Марьяна - Павел Соколов - Евгения Отрадная - Александр Панайотов - Алексей Чумаков - «Премьер-министр» - «Ярмарка» - Руслан Алехно - Ирина Дорофеева - Анатолий Ярмоленко и ансамбль «Сябры» - «Белорусские песняры» - Балет «Вегас» - «Чистый голос» - «Зорька» - Константин Москович - Юлия Панова - «Дискомафия» - «ОЛЯЛЯ!» - «Quest Pistols» - Искуи Абалян | - Жанет - Алексей Хлестов - «Тяни-толкай» - «Ocean B» - «Davinci» - «ТанДем» - Анжелика Агурбаш - Александра Гайдук - Герман - Сергей Зараник - Карен Карапетян - Алёна Ланская - Павел Невмержицкий - Владимир Ткач - Алексей Скрыпник - Анна Шаркунова - Сергей Шептунов - Дуэт Александра и Константин - Народный хор имени Г.И. Цитовича - «Аношкаўскія музыкі» - «Бобрёнок» - «Брест стрит-бойс» - «Заранак» - «Стэп-дэнс» - «Белые росы» - «Владислав Куцепаленко» - «Белорусы» - «Drum Ecstasy» - «Бай-Сити» - «Леприконсы» - «Палац» - «Пятый сезон» - «Харли» - «Явар» - «Пиво вдвоём» - Белорусский государственный хореографический ансамбль «Хорошки» - «Мастерская эстрадного танца БГУКиИ» - Школа современного танца «Белка» - Руслан Алехно - Светлана Вежновец - Татьяна Глазунова - Алеся Державец - Александр Дюмин - Любовь Клещёва - Дмитрий Кочеровский - Руслан Мусвидас - Саша Немо - Андрей Петров - Татьяна Полозова - Юрий Селезнёв - Яна Старцева - Наталья Тамело - Интарс Бусулис - Эвелина | - Валерия - Пётр Дранга - Зара - «Волшебники двора» - Ани Лорак - Дима Билан - Варвара - Сергей Захаров - Игорь Корнелюк - Владимир Пресняков - Наталья Подольская - Александр Песков - Юлия Савичева - Балет «Стрит джаз» Сергея Мандрика - «Штар» - Балет «Marina dance company» - Московский оркестр волынщиков - DJ Groove - Руслан Алехно - Александр Тиханович - Ядвига Поплавская - Александр Воронище - «Пируэт» - «Фэст» - «Карнавал» - Андрей Кунец - Мария Новик - Дарья Надина - Алина Молош - Карина Жукович - Юлия Пинькевич - Студия моды Сергея Нагорного - Театр моды Витебского технологического университета - Хор мальчиков Витебской гимназии № 3 - Международный проект-шоу «Latino-Brazil festival» - Нино Катамадзе - «Insight» - Раймонд Паулс - Интарс Бусулис - Алёна Апина - Катерина Голицина - Алексей Глызин - Ольга Кормухина - Татьяна Маркова - Виктор Королёв - Сергей Любавин - Сергей Ноябрьский - Ляля Размахова - Леонид Телешёв - Олег Шак - Любовь Шепилова - «Бутырка» - «Лекарство от меланхолии» - «Весна» |

| - Нино Катамадзе и группа «Insight» - Стас Михайлов - Этно-трио «Троица» - Валерия - Тото Кутуньо | - Дмитрий Хворостовский - Елена Ваенга - Александр Песков - Сергей Захаров - Юрий Антонов | - Александр Серов - Томас Андерс - Дима Билан - Владислав Куцепаленко |

В 2011 году проходил с 8 по 15 июля. В 2011 году фестиваль отмечал своё 20-летие.
В 2011 году Детский музыкальный конкурс прошёл в концертном зале Витебск, ведущими конкурса были Дядя Ваня, Алина Кукушкина известная по озвучиванию главной героини Маши из мультсериала Маша и Медведь, студенты Санкт-Петербургского государственного университета культуры и искусств (студенческий театр «38 и 8»), Оля Тимошенко (Украина) лауреат VIII Международного детского музыкального конкурса в этом же зале в 2010 году, Дуэт «Волшебный Микрофон» обладатели второго места на конкурсе детский песенный конкурс Евровидение 2010.

#### Полный список Победителей международного детского музыкального конкурса «Витебск 2011»
| Приз                                                    | Страна              | Победитель                       |
| ------------------------------------------------------- | ------------------- | -------------------------------- |
| Гран-при 5000 долларов США                              | Украина             | Ралука                           |
| 1-я премия 3000 долларов США                            | Казахстан           | Куралай Мейрамбек                |
| 2-я премия 2000 долларов США                            | Латвия, Азербайджан | Валерия Чувизова, Джентльмен     |
| 3-я премия 1000 долларов США                            | Беларусь, Украина   | Александра Нехай, Марьяна Щербак |
| Приз от Парламентского собрания Союза Беларуси и России | Беларусь            | Анна Атрощенко                   |

В 2012 году проходил с 12 по 18 июля.
| - Валерия - Александр Розенбаум - Ирина Аллегрова | - Концерт Бориса Моисеева «Танец в белом» - Леонид Серебренников - Сергей Пенкин - Бенефис Льва Лещенко - Лолита | - Александр Новиков - «Звёзды «Шансон-ТВ» на «Славянском базаре в Витебске» |

В 2013 году проходил с 11 по 15 июля. Конкурсные выступления детского музыкального конкурса прошли в здании концертного зала «Витебск». Ведущие театральной постановки «Пиноккио»: Дядя Ваня, студенты Санкт-Петербургского государственного университета культуры и искусств и Молодёжный театр «Колесо».
В 2014 году проходил с 10 по 14 июля.
| - Сергей Бублик - Нина Шацкая - Катерина Голицына - Александр Буйнов - Артур | - Анатолий Полотно и Федя Карманов - Валерий Курас - Игорь Слуцкий - Игорь Демарин - Андрей Бандера - Ефрем Амирамов - Раиса Отрадная | - Филипп Киркоров - Стас Михайлов - Надежда Кадышева и Ансамбль Золотое Кольцо - Сергей Волчков |

В 2015 году проходил с 7 по 15 июля.

## Победители конкурсов

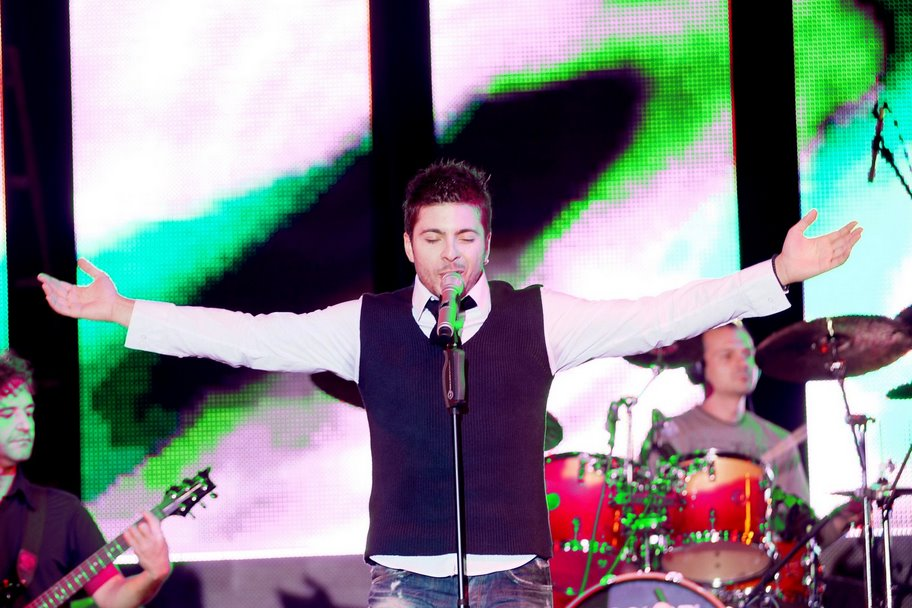
Тоше Проески — македонская суперзвезда, победитель конкурса в 2000 году

### Победители международного конкурса исполнителей эстрадной песни «Витебск»
| Год  | Страна       | Победитель                     |
| ---- | ------------ | ------------------------------ |
| 1992 | Украина      | Олекса Берест                  |
| 1993 | Украина      | Таисия Повалий                 |
| 1994 | Украина      | Александр Пономарёв            |
| 1995 | СР Югославия | Филипп Жмахер                  |
| 1996 | Украина      | Руслана                        |
| 1997 | СР Югославия | Светлана Славкович             |
| 1998 | Израиль      | Рафаэль                        |
| 1999 | СР Югославия | Желько Йоксимович              |
| 2000 | Македония    | Тоше Проески                   |
| 2001 | Россия       | Теона Дольникова               |
| 2002 | СР Югославия | ЗИКИ                           |
| 2003 | Беларусь     | Максим Сапатьков (Макс Лоренс) |
| 2004 | Беларусь     | Пётр Елфимов                   |
| 2005 | Беларусь     | Полина Смолова                 |
| 2006 | Россия       | Оксана Богословская            |
| 2007 | Украина      | Наталья Краснянская            |
| 2008 | Литва        | Донатас Монтвидас              |
| 2009 | Россия       | Дмитрий Даниленко              |
| 2010 | Хорватия     | Дамир Кеджо                    |
| 2011 | Беларусь     | Алёна Ланская                  |
| 2012 | Македония    | Бобан Мойсовски                |
| 2013 | Польша       | Михал Качмарек                 |
| 2014 | Мексика      | Родриго де ла Кадена           |
| 2015 | Казахстан    | Димаш Кудайберген              |
| 2016 | Беларусь     | Алексей Гросс                  |
| 2017 | Украина      | Влад Сытник                    |
| 2018 | Румыния      | Марчел Рошка                   |
| 2019 | Казахстан    | Адильхан Макин                 |
| 2020 | Беларусь     | Роман Волознев                 |
| 2021 | Казахстан    | Рухия Байдукенова              |
| 2022 | Беларусь     | Анна Трубецкая                 |
| 2023 | Армения      | Маша Мнджоян                   |
| 2024 | Молдова      | Каролина Балан                 |
| 2025 | Казахстан    | Алмагуль Батталиева            |

### Победители международного детского музыкального конкурса «Витебск»

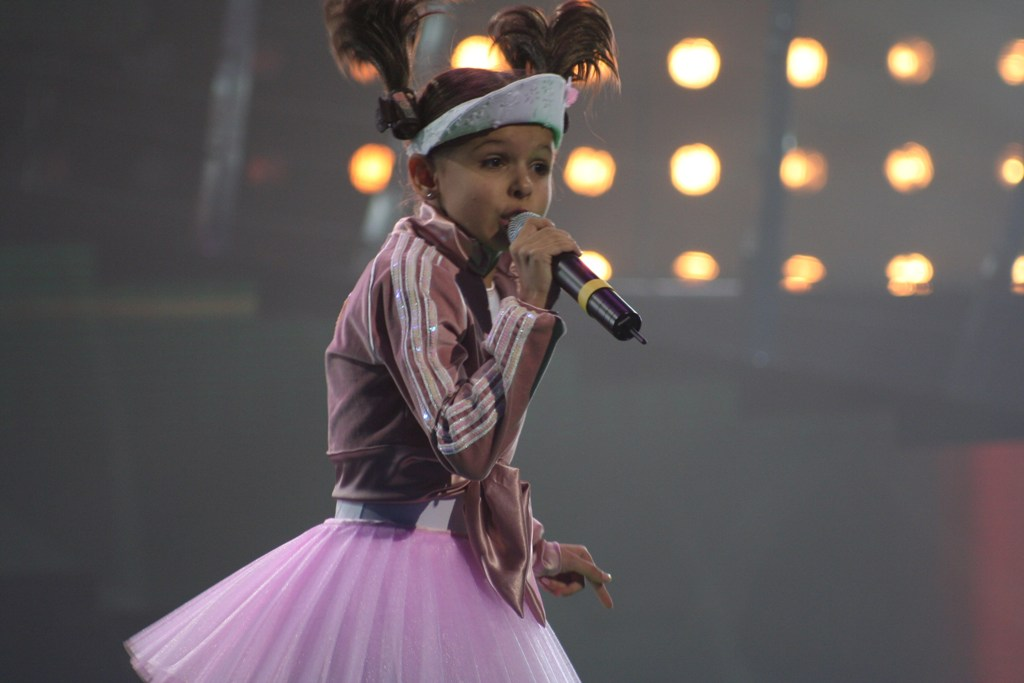
Ксения Ситник, которую победа на Славянском базаре привела к триумфу на Детском Евровидении 2005

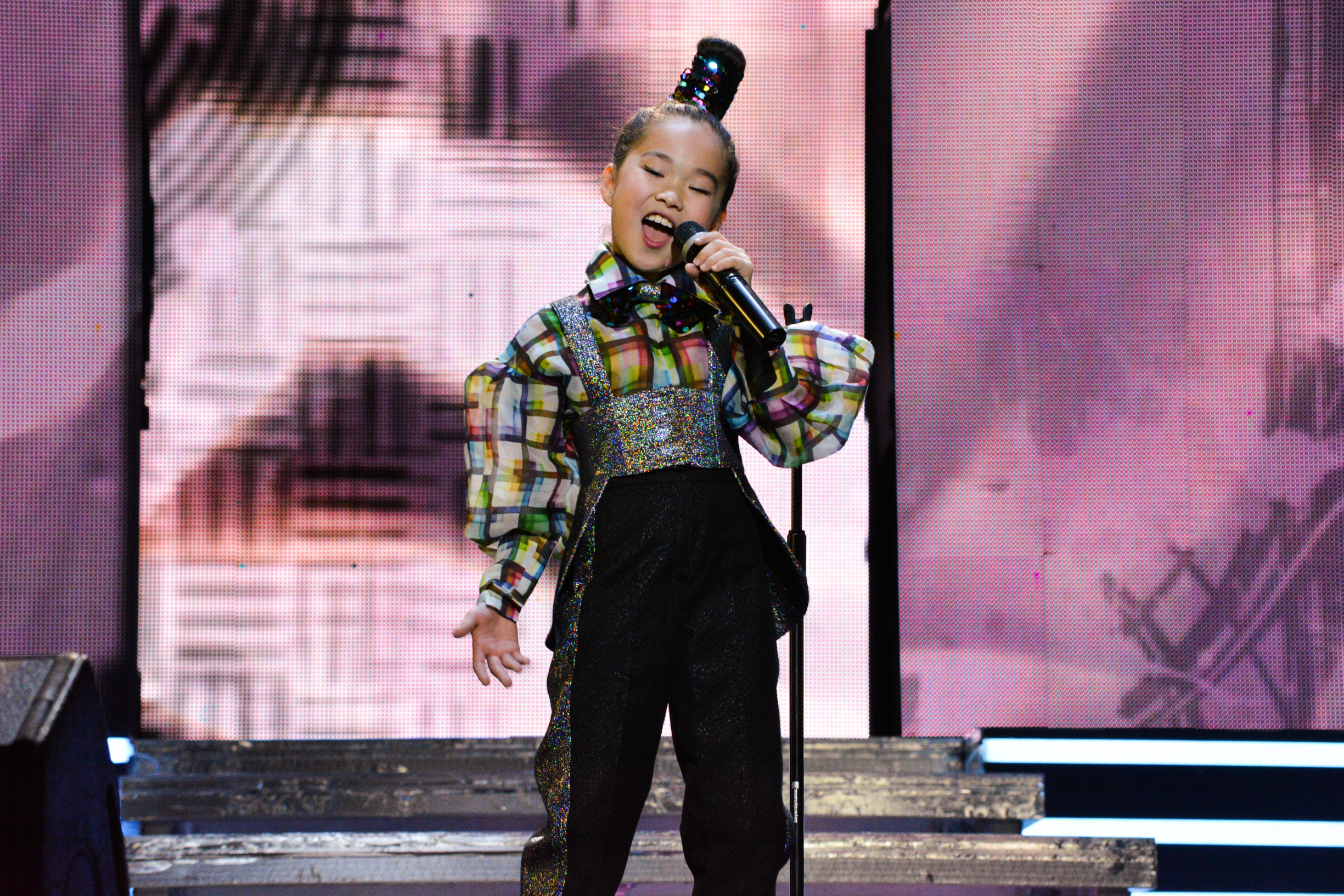
Луиза Нуркуатова, гран-при Славянского базара 2015

| Год  | Страна     | Победитель             |
| ---- | ---------- | ---------------------- |
| 2003 | Румыния    | Нони Разван Эне        |
| 2004 | Россия     | Роман Гречушников      |
| 2005 | Беларусь   | Ксения Ситник          |
| 2006 | Польша     | Катажина Медник        |
| 2007 | Беларусь   | Андрей Кунец           |
| 2008 | Армения    | Луара                  |
| 2009 | Румыния    | Мария Кристина Красиун |
| 2010 | Румыния    | Марио Галатану         |
| 2011 | Румыния    | Ралука                 |
| 2012 | Грузия     | Мариам Бичошвили       |
| 2013 | Болгария   | Пресияна Димитрова     |
| 2014 | Украина    | Анастасия Багинская    |
| 2015 | Казахстан  | Луиза Нуркуатова       |
| 2016 | Россия     | Анастасия Гладилина    |
| 2017 | Беларусь   | Мария Магильная        |
| 2018 | Украина    | Александр Балабанов    |
| 2019 | Беларусь   | Ксения Галецкая        |
| 2020 | Беларусь   | Ангелина Ломако        |
| 2021 | Черногория | Комнен Вукович         |
| 2022 | Беларусь   | Елисей Касич           |
| 2023 | Казахстан  | Шерхан Арыстан         |
| 2024 | Узбекистан | Ясмина Хусниддинова    |
| 2025 | Беларусь   | Амалия Сухан           |

### Через искусство — к миру и взаимопониманию

Аллея лауреатов специальной награды Президента Республики Беларусь «Через искусство — к миру и взаимопониманию»

«Через искусство — к миру и взаимопониманию» — награда, вручаемая в рамках фестиваля «Славянский базар в Витебске», которую получают деятели культуры и искусства, творческие коллективы, организации, внесшие значительный вклад в укрепление международного культурного сотрудничества, продвижение достижений и образцов мировой художественной культуры, основанных на гуманистических идеалах и ценностях, оказавшие влияние на массовую культуру. Награда вручается Президентом Республики Беларусь или уполномоченным им должностным лицом на церемонии торжественного открытия фестиваля.
Кавалеры награды:
- 2005 — Андрей Петров
- 2006 — Алла Пугачева
- 2007 — София Ротару
- 2008 — Александра Пахмутова
- 2009 — Валерий Леонтьев
- 2010 — Владимир Мулявин и «Песняры»
- 2011 — Игорь Лученок
- 2012 — Лев Лещенко
- 2013 — Эдита Пьеха
- 2014 — Надежда Бабкина
- 2015 — Полад Бюльбюль-оглы
- 2016 — Михаил Финберг и Национальный академический концертный оркестр Беларуси
- 2017 — Тамара Гвердцители
- 2018 — Роза Рымбаева
- 2019 — Таисия Повалий
- 2020 — Филипп Киркоров
- 2021 — Николай Басков
- 2022 — Анатолий Ярмоленко
- 2023 — Елена Спиридович[бел.]
- 2024 — Григорий Лепс
- 2025 — Юрий Антонов

Имена обладателей награды увековечены на «Площади звёзд» возле амфитеатра.

## Программа и формат фестиваля

### Культурная программа
Программа и формат фестиваля претерпели несколько трансфромаций за время существования мероприятия, но некоторые элементы сохранялись постоянно и стали традиционными. К традиционным элементам фестиваля следует отнести торжественные церемонии открытия и закрытия фестиваля. Обычно официальные мероприятия начинаются с пресс-конференции руководства фестиваля и заканчиваются большим концертом открытия в Летнем амфитеатре Витебска. Отличительной чертой концертов открытия и закрытия является наличие сразу трёх ведущих, представляющих три страны-основательницы «Славянского базара». Первый фестиваль открывали три женщины: Зинаида Бондаренко из Беларуси, Светлана Моргунова из России и В. Вивласенко из Украины. С 1993 года в тройке ведущих появилась Елена Спиридович, которая в течение многих лет являлась неизменной ведущей мероприятий в Летнем амфитеатре от Беларуси. Традиционным является и приветствие всем зрителям, которое повторяется на белорусском, русском и украинском языках.
До 2013 года на фестивале проводились так называемые Дни культуры стран — основательниц «Славянского базара». Обычно в эти дни проводились выставки, презентации, другие мероприятия посвящённые культурным явлениям и жизни Беларуси, России или Украины. Финалом каждого дня культуры был концерт мастеров культуры каждой страны. С начала 2000-х годов начинает наблюдаться своеобразное проявление безразличия к специальному культурному дню со стороны украинской делегации. В основном это было связано с недостатками в финансировании и небольшой популярностью фестиваля на Украине. В 2006 году приезд украинской делегации, как и проведение мероприятий, посвященных дню украинской культуры во время фестиваля, вызвал много сомнений и вопросов. Это было связано с изменениями в украинском законодательстве, которое касалось, в частности, и организации финансирования участия украинской делегации. В результате День украинской культуры на «Славянском базаре» был проведен, но негативная тенденции в данном направлении сохранились, что вероятно было одним из причин отмены Дней культуры в 2013 году.
В первые годы своего существования, фестивальное руководство не ограничивалось проведением Дней культур только трёх стран. В 1994 году впервые прошли Дни польской и болгарской культур (за исключением концертов мастеров культуры). В 2002 году был организован День культуры Балканских стран. Но это так и не стало традицией во время фестиваля. Самыми насыщенными мероприятиями оставались белорусский и российский дни. С 2006 года на фестивале появился День Союзного государства, который в 2013 году заменил упраздненные Дни культуры трёх стран.
Достаточную[уточнить] популярность во время фестиваля приобрели сольные концерты поп-певцов. С середины 2000-х годов они стали основным источником дохода для «Славянского базара», так как собирают большое количество зрителей. Сборы с концертов были настолько большими, что в 2008 году вице-премьер Александр Косинец предложил вывести фестиваль на самоокупаемость. В то же время за сверхприсутствие российской поп-культуры на «Славянском базаре» фестиваль стал объектом критики. К поп-культурным традиционным явлениям можно отнести и специальные пресс-конференции «звёздный час» — встречи журналистов с деятелями театра и кино.
Во все фестивальные дни в Витебске проводится много других культурных мероприятий: кино- и театральные премьеры, художественные выставки, фестивали народного творчества, работают разнообразные ярмарки. С самого основания фестиваля работает «Город мастеров» — специальная ярмарка народных ремёсел.
Менялось также и количество дней, отведенных для проведения фестиваля. В самом начале фестиваль длился не более 4 дней, а во второй половине 2000-х годов количество фестивальных дней достигало 8 и более. В 2013 году организаторы решили уменьшить количество дней вновь до начальных четырёх ради увеличения качества фестиваля.

### Конкурс молодых исполнителей

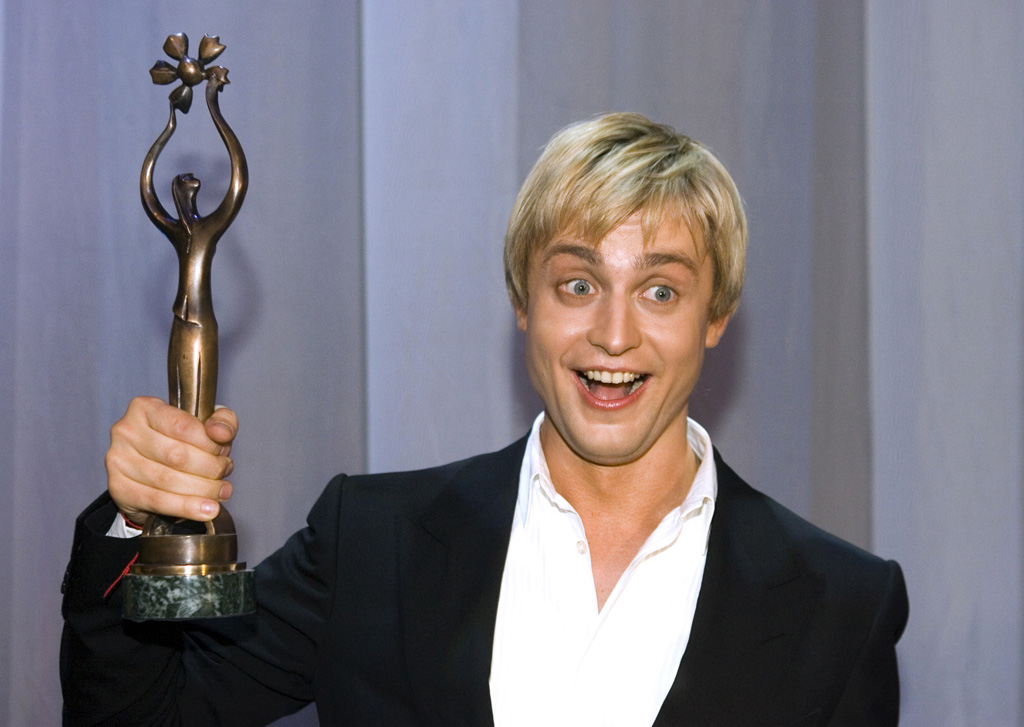
Дмитрий Даниленко (Россия) — обладатель Гран-при конкурса молодых исполнителей 2009 года

Традиционным для фестиваля является конкурс исполнителей эстрадной песни «Витебск». Конкурс входил в программу всех без исключения витебских фестивалей с основания «Славянского базара» в 1992 году. Согласно официальной формулировке, конкурс имеет целью «раскрытие и поддержку молодых талантов, популяризацию музыкальной культуры и искусства, взаимодействие и диалог культур разных стран».
Конкурс проводят в два тура, каждый в отдельный день. Для конкурса характерны специфические требования: петь песню композитора из славянской страны на одном из языков славянской языковой группы в сопровождении Национального концертного оркестра Беларуси под управлением Михаила Финберга в один из конкурсных дней, для участия в конкурсе допускаются исполнители от 18 до 31 года, каждая страна имеет право быть представлена только одним исполнителем. До 2006 года страны — основательницы фестиваля имели возможность выдвигать двух представителей на конкурс, но в целях повышения зрелищности и популяризации, это правило было отменено.
Конкурсантов оценивает международное жюри. В основном это представители культурной и художественной элиты из стран-участниц фестиваля. Количество членов жюри от года на год менялось: максимальное количество членов жюри было в 1992 и 1993 годах — 15 человек, минимальное количество — 10 человек. Жюри оценивает конкурсантов по 10-балльной системе, с определённым условием не оценивать ниже 4 балла. Оценки жюри суммируют за два тура конкурса и по результатам выявляются обладатели Гран-при, первой, второй и третьей премии. По условиям конкурса жюри вправе не вручать Гран-при, если невозможно определить участника, который подходит по требуемым критериям для вручения премии. За всю историю конкурса такое случалось только в 1992 и 1994 годах.
Наиболее успешными среди участников конкурса были представители Югославии и Беларуси, которые одерживали победу 5 раз. Представители Украины побеждали 4 раза, трижды Гран-при конкурса получали исполнители из России. Для многих белорусских представителей фестиваль стал стартовой точкой в музыкальной карьере: Инна Афанасьева, Ирина Дорофеева, Виктория Алешко, Пётр Елфимов и другие начинали свои творческие карьеры с участия в Витебском конкурсе.
Среди небелорусских участников конкурса наибольших успехов достигли Мария Наумова из Латвии и Руслана с Украины, которые становились победителями конкурса Евровидение в 2002 и 2004 годах соответственно. Большую популярность в своих странах и Европе получили Желько Йоксимович из Сербии, Таше Проески и Бобби Майсоски из Македонии, Таисия Повалий из Украины.
С 2003 года проводят и детскую версию конкурса «Витебск». В 1996—2002 годах этому предшествовал фестиваль детских шоу-программ. В детском конкурсе имеют право участвовать дети от 7 до 12 лет. Правила почти не отличаются от взрослого конкурса, за исключением условия исполнения композиций под оркестр. Баллы, которые получают конкурсанты в детском конкурсе, обычно не публикуют. Наибольшим количеством побед в детском конкурсе обладает Румыния — её представители 4 раза получали Гран-при конкурса.